# Eduard Werner (Architekt)
Ernst Eduard Werner (* 17. September 1847 in Jastrow; † 23. Juni 1923 in Hannover) war ein deutscher Architekt, der unter anderem die Vorplanung für das letztlich von Walter Gropius entworfene und ausgeführte Fagus-Werk erstellte.

## Leben
Eduard Werner war als Architekt in Hannover tätig. Er errichtete unter anderem Fabrikgebäude im Backsteinstil der Hannoverschen Architekturschule, die er in einer strengen, konstruktiven Formgebung ausführte.
Von der von ihm entworfenen Werkssiedlung Körtingsdorf hat sich in der Gottfried Wilhelm Leibniz Bibliothek – Niedersächsische Landesbibliothek eine Architekturzeichnung erhalten.
Für die Schuhleistenindustrie in der südniedersächsischen Kleinstadt Alfeld (Leine) war Eduard Werner langjährig tätig. Seit 1890 arbeitete er für die Alfelder Schuhleistenfabriken C. Behrens und lieferte unter anderem Entwürfe für mehrere kleinere Erweiterungsbauten des Fabrikkomplexes. Ab 1896 intensivierte sich diese Zusammenarbeit: Werner und Carl Benscheidt, der technische Leiter der Alfelder Schuhleistenfabriken C. Behrens, schufen gemeinsam ab 1897 einen Fabrikneubau, der mehrfach erweitert wurde. Für den von Benscheidt geleiteten Gemeinnützigen Bauverein für den Kreis Alfeld eGmbH entwarf Werner einen Bebauungsplan sowie Ein- und Zweifamilienhäuser für die Kolonie Buchenbrink in Gerzen.

## Bauten

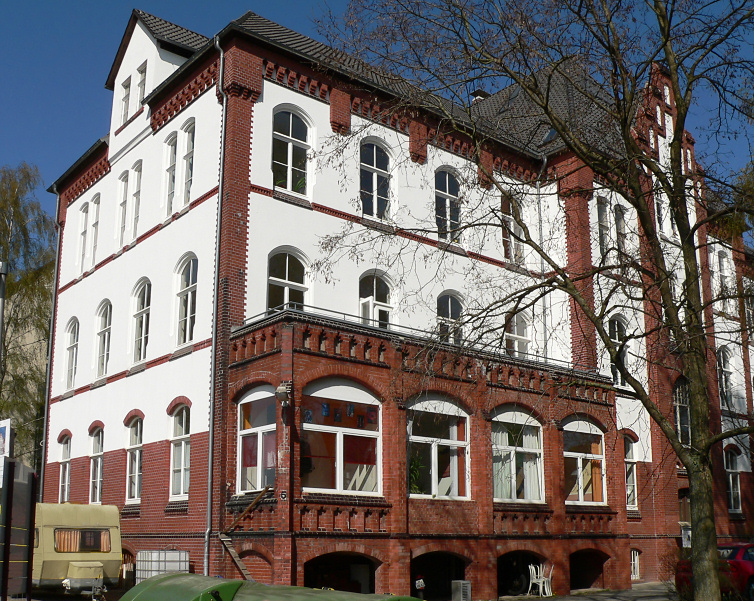
Ehemaliges Mädchenhaus der Israelitischen Gartenbauschule in Hannover-Ahlem

- 1889–1891: Arbeiterkolonie Körtingsdorf in Linden bei Hannover[2]
- 1890–1908: Fabrikgebäude der Alfelder Schuhleistenfabriken C. Behrens in Alfeld (Leine)[5][6]
- 1899–1900: Fabrikgebäude der Schokoladen- und Süßwaren-Fabrik Bernhard Sprengel & Co. in Hannover, Schaufelder Straße[2]
- 1900: Planung der Villenkolonie des Beamten-Wohnungsvereins in Hannover-Waldheim (in Zusammenarbeit mit anderen Architekten)[2]
- 1901–1906: Kolonie Buchenbrink des Gemeinnützigen Bauvereins für den Kreis Alfeld eGmbH in Gerzen[7]
- 1902–1903: Mädchenhaus der Israelitischen Gartenbauschule in Ahlem bei Hannover, Wunstorfer Landstraße 5 (erhalten)[2]
- um 1910: Bauleitung bzw. Bauausführung der Villa Bühring in Hannover nach einem Entwurf des Dresdner Architekten Oswin Hempel[2]
- 1911: Vorplanung zur Fabrikanlage der Schuhleisten- und Stanzmesserfabrik Fagus GmbH in Alfeld (Leine) (1911–1925 ausgeführt nach modifizierter Planung von Walter Gropius)[5][2][8]
- 1913: Fassade für ein Fabrikgebäude in Hannover, Wilhelm-Bluhm-Straße 12[2]
- o. J.: Fassade für ein Fabrikgebäude des Eisenwerks Wülfel in Hannover-Wülfel[9]